# Слуга польського народу
«Слуга польського народу» (пол. Sługa Narodu) — польський політичний комедійний телесеріал, який транслює Telewizja Polsat на телеканалах «Polsat» і «TV4» з 4 березня 2023 року. Головну роль — Президента Республіки Польща Ігнація Конєчного — виконує польський актор телебачення і театру Марцін Гіцнар. Це польська версія українського оригіналу під назвою «Слуга народу» з Президентом України Василем Петровичем Голобородьком, якого зіграв майбутній Президент України Володимир Зеленський.
Прем'єра серіалу в Україні на «1+1 Україна» відбулася 29 липня 2024 року.